# When I Look in Your Eyes
When I Look in Your Eyes è il quinto album in studio della cantante canadese Diana Krall, pubblicato l'8 giugno 1999 dalla Impulse! Records.

## Tracce
1. Let's Face the Music and Dance – 5:18 (Irving Berlin)
2. Devil May Care – 3:20 (Bob Dorough, Terrel Kirk)
3. Let's Fall in Love – 4:19 (Harold Arlen, Ted Koheler)
4. When I Look in Your Eyes – 4:31 (Leslie Bricusse)
5. Popsicle Toes – 4:28 (Micheal Franks)
6. I've Got You Under My Skin – 6:10 (Cole Porter)
7. I Can't Give You Anything But Love – 2:32 (Dorothy Fields, Jimmy McHugh)
8. I'll String Alone With You – 4:45 (Al Dubin, Harry Warren)
9. East of The Sun (and West of the Moon) – 4:57 (Brooks Bowman)
10. Pick Yourself Up – 3:02 (Dorothy Fields, Jerome Kern)
11. The Best Thing For You – 2:37 (Irving Berlin)
12. Do It Again – 4:35 (Buddy DeSylva, George Gershwin)
13. Why Should I Care – 3:46 (Clint Eastwood, Carole Bayer Sager, Linda Thompson-Jenner) – traccia nascosta

## Formazione
- Diana Krall (piano, voce)
- Chuck Berghofer (basso)
- Alan Broadbent (piano)
- Larry Bunker (vibrafono)
- Pete Chrislieb (sassofono)
- John Clayton (basso)
- Jeff Hamilton (batteria)
- Russel Malone (chitarra)
- Lewis Nash (batteria)
- Ben Wolfe (basso)

## Classifiche
| Classifica (1999-00) | Posizione massima |
| -------------------- | ----------------- |
| Canada               | 12                |
| Francia              | 17                |
| Nuova Zelanda        | 28                |
| Regno Unito          | 72                |
| Stati Uniti          | 56                |